# Hässleby-Ingatorps pastorat
Hässleby-Ingatorps pastorat var ett pastorat inom Svenska kyrkan i Vedbo och Ydre kontrakt i Linköpings stift. 
Pastoratet som hade pastoratkod 021511 bildades 2010 och omfattade den samtidigt bildade Hässleby-Kråkshults församling och den 2005 bildade Ingatorp-Bellö församling.
Pastoratet uppgick 2014 i Södra Vedbo pastorat. 